# Wahaika

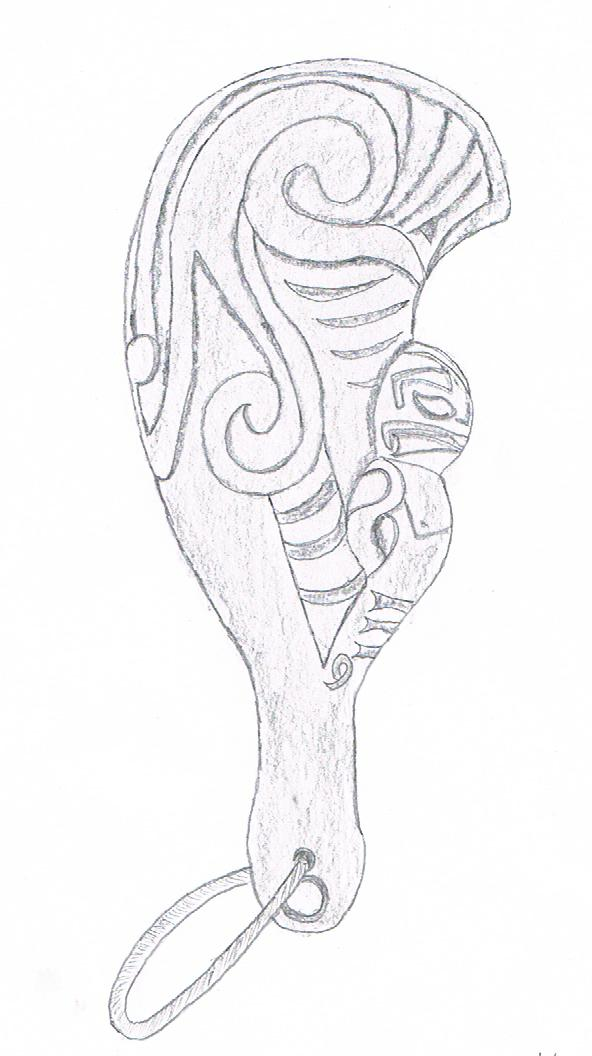
Disegno di Wahaika

Lo Wahaika (lingua māori per: "bocca di pesce", da waha, bocca, e ika, pesce) è un'arma bianca tradizionale dei Maori neozelandesi del tipo Patu, normalmente di legno o anche osso di balena, con una figura intagliata su uno dei due lati.
Gli antichi Maori utilizzavano lo Wahaika come un coltello, sebbene assomigli e venga considerato una clava.
L'arma assomiglia a un orecchio con un corto manico simile a un lobo oblungo e con la testa a forma di virgola. Veniva spesso decorato con intagli riguardanti temi naturali come gli animali. Quest'arma veniva utilizzata per aggredire alle spalle un uomo e tramortirlo. A volte invece nel confronto diretto esso veniva lanciato tra le file dei guerrieri dei villaggi nemici come se fossero sassi.